# Lunj (ekranoplan)
Ekranoplan Lunj (rusko Лунь, Lunj – lunj, NATO oznaka Duck) je bil sovjetski osemmotorni reaktivni ekranoplan, ki ga je zasnoval Rostislav Jevgenjevič Aleksejev. Sovjetska in Ruska vojna mornarica sta ga uporabljali od leta 1987 do poznih 1990-ih let.
Ekranoplan je zrakoplov, ki leti nekaj metrov (4–5) nad vodo – v t. i. talnem efektu. Nekateri ekranoplani lahko pri manjši teži letijo tudi na večji višini podobno kot običajna letala, drugi so omejeni samo na talni efekt. 
Lunj je poganjalo osem turbofan motorjev Kuznecov NK-87, vsi motorji so bili nameščeni na kanardu na sprednjem delu. Glavna oborožitev je bilo šest protiladijskih raket P-270 Moskit, ki so bile nameščene na vrhu trupa.
Načrtovan je bil podoben ekranoplan »Spasatel« (reševalec), vendar so po razpadu Sovjetske zveze prekinili razvoj ekranoplanov.

## Značilnosti
Podatki iz 
Splošne značilnosti
- Posadka: 15
- Število sedežev: 130 ton tovora
- Dolžina: 73,8 m (242 ft 2 in)
- Razpon kril: 44 m (144 ft 4 in)
- Višina: 19,2 m (63 ft 0 in)
- Površina kril: 550 m2 (5.900 sq ft)
- Teža praznega letala: 286.000 kg (630.522 lb)
- Maks. vzletna teža: 380.000 kg (837.757 lb)
- Pogon letala: 8 × Kuznecov NK-87 turbofan, 127,4 kN (28.600 lbf) potisk motorjev  vsak

Zmogljivost
- Maks. hitrost: 550 km/h (342 mph; 297 kn)
- Potovalna hitrost: 450 km/h (280 mph; 243 kn) na višini 2,5 m (8 ft)
- Doseg: 2.000 km (1.243 mi; 1.080 nmi)
- Višina leta: 7.500 m (24.606 ft) ali 5 m (16 ft) v "talnem efektu"Oborožitev

- Strelno orožje: 4x 23 mm Pl-23 topa
- Izstrelki: 6x protiladijskih raket P-270 Moskit